# SN 2008bz
SN 2008bz – supernowa typu Ia odkryta 22 kwietnia 2008 roku w galaktyce A123857+1107. W momencie odkrycia miała maksymalną jasność 17,70m.